# Subisotoma
Subisotoma är ett släkte av urinsekter. Subisotoma ingår i familjen Isotomidae.
Släktet innehåller bara arten Subisotoma navacerradensis.